# アンゲル・ヨルダネスク
アンゲル・ヨルダネスク（Anghel Iordănescu, [ˈanɡel jordəˈnesku], 1950年5月4日 - ）は、ルーマニア出身の元サッカー選手、サッカー指導者、政治家。

## 選手経歴
ステアウア・ブカレストで14シーズン在籍し、317試合に出場して155得点を記録した。ステアウアの歴代最多得点記録を持つ。ルーマニアリーグでは2度優勝し、ルーマニアカップでは4度優勝した。1981-82シーズンにはルーマニアリーグの得点王になった。

## 監督経歴
古巣のステアウア・ブカレストで監督としてのキャリアを開始し、1993年から1998年までルーマニア代表を率いた。1994年のワールドカップ・アメリカ大会ではベスト8に、1996年の欧州選手権では本大会出場、1998年のワールドカップ・フランス大会ではベスト16に導いた。2002年に再びルーマニア代表の監督に就任したが、2004年の欧州選手権は予選で敗れた。2006年のワールドカップ・ドイツ大会予選の最中、首位を明け渡したことで辞任した。

## 引退後
2007年にサッカー界からの引退を表明し、ルーマニア社会民主党所属の政治家に転身した。

### 現場復帰
国会議員辞職後の2013年12月、ルーマニアサッカー連盟のディレクターに就任。2014年10月27日、アル・イテハドの監督に就任したヴィクトル・ピツルカの後任としてルーマニア代表の監督を兼任することが決まった。

## 代表歴

### 試合数
- 国際Aマッチ 64試合 26得点（1971年-1981年）[3]

| ルーマニア代表 | 国際Aマッチ | 国際Aマッチ |
| 年             | 出場        | 得点        |
| -------------- | ----------- | ----------- |
| 1971           | 6           | 2           |
| 1972           | 6           | 1           |
| 1973           | 2           | 0           |
| 1974           | 7           | 2           |
| 1975           | 8           | 2           |
| 1976           | 7           | 4           |
| 1977           | 7           | 4           |
| 1978           | 9           | 4           |
| 1979           | 1           | 0           |
| 1980           | 4           | 6           |
| 1981           | 7           | 1           |
| 通算           | 64          | 26          |

## タイトル

### 選手時代
FCステアウア・ブカレスト
- リーガ1:2回（1975-76、1977-78）
- クパ・ロムニエイ:4回（1969-70、1970-71、1975-76、1978-79）
- UEFAチャンピオンズカップ:1回（1985-86）

ルーマニア代表
- バルカン・カップ:1回（1977-80）

### 監督時代
FCステアウア・ブカレスト
- リーガ1:4回（1986-87、1987-88年、1988-89、1992-93）
- クパ・ロムニエイ:2回（1986-87年、1988-89年）

アル・ヒラル
- クラウンプリンスカップ:1回（1999-2000）
- アジアクラブ選手権:1回（1999-2000）

アル・アインFC
- UAEプレジデントカップ:1回（2001）

アル・イテハド
- アラブ・チャンピオンズリーグ:1回（2005）
- AFCチャンピオンズリーグ:1回（2005）